# Phostria nigriscripta
Phostria nigriscripta là một loài bướm đêm trong họ Crambidae.